# Switzerland, South Carolina
Switzerland är ett samhälle i Jasper County, South Carolina i USA. Det är beläget nära Georgia. Det ingår i Hilton Head Island–Beaufort Micropolitan Statistical Area. Platsen är namngiven efter Schweiz.